# Alex Cora
José Alexander Cora (Caguas, 18 ottobre 1975) è un ex giocatore di baseball, allenatore di baseball e dirigente sportivo portoricano.

## Carriera

### Allenatore
Dopo aver vinto le World Series 2017 come bench coach degli Houston Astros, nell'ottobre 2017 venne nominato nuovo manager dei Boston Red Sox, con cui vinse nuovamente le World Series al suo primo anno di permanenza. Il 14 gennaio 2020 venne licenziato dalla franchigia a seguito del suo coinvolgimento durante la stagione 2017 nello scandalo degli Houston Astros per rubare le chiamate dei ricevitori avversari. Dopo una stagione di inattività, Cora tornò ad essere il manager degli stessi Red Sox dal 6 novembre 2020.

## Palmarès

### Giocatore
- World Series: 1

Boston Red Sox: 2007

### Allenatore
- World Series: 2

Houston Astros: 2017
Boston Red Sox: 2018